# Brachythecium falcatum
Brachythecium falcatum là một loài Rêu trong họ Brachytheciaceae. Loài này được (Grout) H.A. Crum mô tả khoa học đầu tiên năm 2001.